# Rotorua Daily Post
Die Rotorua Daily Post ist eine täglich erscheinende, regionale Tageszeitung in Neuseeland. Ihr Einzugsgebiet liegt auf der Nordinsel im südlichen Teil der Region Bay of Plenty und im östlichen Teil der Region Waikato. Die Zeitung hat ihren Sitz in Rotorua.

## Geschichte
Die Rotorua Daily Post hat ihren Ursprung in dem 1885 gegründeten Hot Lakes Chronicle. Das Blatt, das am 6. Juni 1885 erstmals erschien, wurde wöchentlich herausgegeben, wobei der Start der Zeitung nicht ohne Probleme verlief. 1895 kaufte sich der schottische Zeitungsmacher Francis F. Watt als Teilhaber in die Zeitung ein und übernahm den Chronicle später komplett. Nach seinem Tod im Jahr 1890 führte seine Frau das Zeitungsunternehmen weiter, bis 1902 der schottische Geschäftsmann David Gardner die Zeitung übernahm. 1916 führte Gardner die beiden Zeitungen Hot Lakes Chronicle und Rotorua Times zusammen und sein Sohn gab nach seines Vaters Tod im Jahr 1918 die Zeitung unter dem Namen Rotorua Chronicle täglich als Abendzeitung heraus.
1931 wurde der Rotorua Chronicle von der Bay of Plenty Publishing Company, die seinerzeit die Whakatane County Press herausgab, übernommen. Der neue Besitzer benannte das Blatt in Rotorua Morning Post um und ließ die Zeitung wieder morgendlich erscheinen. 1947 fiel das Morning im Namen weg, da die Erscheinungsweise wieder geändert und auf den Nachmittag verlegt wurde, hieß damit also Rotorua Post. 1960 bekam das Blatt erneut einen neuen Namen und wurde The Daily Post genannt. Die vorerst letzte Umbenennung fand zum 11. März 2013 statt, indem die Zeitung von da ab ihren bis jetzt noch gültigen Namen bekam.
Es gibt wohl in Neuseeland keine Zeitung, die in ihrer langjährigen Geschichte so häufig umbenannt wurde wie die Rotorua Daily Post.

## Konzernzugehörigkeit
Die Rotorua Daily Post befindet sich im Besitz der neuseeländischen NZME. Publishing Limited, die im Januar 2015 durch Umbenennung aus der APN Holdings NZ Limited hervorgegangen ist. Die NZME. Publishing Limited gehört über ein paar Firmenverknüpfungen der australische APN News & Media Limited (APN), die wiederum Teil des irischen Medienkonzern Independent News & Media ist.

## Die Zeitung heute
Der Rotorua Daily Post hatte 2014 eine durchschnittliche tägliche Auflage von 8.222 Exemplaren und erscheint als Morgenausgabe, täglich montags bis samstags.